# Shelia Burell
Shelia Burell (Albuquerque, Estados Unidos, 15 de enero de 1972) es una atleta estadounidense, especialista en la prueba de heptalón, en la que ha logrado ser campeona mundial en 2001.

## Carrera deportiva
En el Mundial de Edmonton 2001 ganó la medalla de bronce en heptalón, consiguiendo 6472 puntos, quedando tras la rusa Yelena Prokhorova y la bielorrusa Natalia Sazanovich.